# Steinheilia mandibularis
Steinheilia mandibularis is een keversoort uit de familie boktorren (Cerambycidae). De wetenschappelijke naam van de soort is voor het eerst geldig gepubliceerd in 1973 door Lane.